# Vlag van Monaco
De vlag van Monaco bestaat uit twee horizontale banden in de kleuren rood (boven) en wit. Daarmee is zij vrijwel gelijk aan de vlag van Indonesië  (het verschil zit in de hoogte-breedteverhouding en kleurtint) en het omgekeerde van de vlag van Polen. De huidige vlag van Monaco werd aangenomen op 4 april 1881.
De kleuren rood en wit zijn de kleuren van het Huis Grimaldi en gaan terug tot minstens 1339.
De staatsvlag van Monaco bestaat uit een wit veld met het wapen van Monaco in het midden. Deze vlag wordt gebruikt op overheidsgebouwen, het paleis van de prins, in de aanwezigheid van leden van de regering en als vaandel op het prinselijke jacht.
Omdat Monaco geen eigen krijgsmacht heeft, heeft het geen oorlogsvlag noch marinevlag.

## Geschiedenis
De kleuren gaan terug tot 1339, hoewel het kleurenschema verschilde van dat van de huidige nationale vlag. Met name in de 17e eeuw was er een rood-witte diamanten vlag, een wapenschild, in gebruik, dat vandaag de dag nog steeds wordt gebruikt als onofficiële nationale vlag. De huidige vorm werd op 4 april 1881 bij decreet vastgelegd.